# ArmSCII

ArmSCII

ArmSCII 또는 ARMSCII는 아르메니아 국가 표준 166-9에 정의된 아르메니아 문자에 대한 사용되지 않는 단일 바이트 문자 인코딩 세트이다. ArmSCII는 미국 표준의 ASCII와 유사한 Armenian Standard Code for Information Interchange의 약어이다. 이는 유니코드 표준으로 대체되었다.
그러나 이러한 인코딩이 널리 사용되지 않는 이유는 UCS(Universal Coded Character Set(ISO/IEC 10646 ) 및 유니코드 표준)도 몇 년 후에 파생되었으며 컴퓨터 업계에서는 ArmSCII 추가에 대한 지원이 부족했다.

## ArmSCII 표준에 정의된 인코딩
이러한 인코딩을 지원하는 시스템은 거의 없다. 예를 들어 마이크로소프트 윈도우에서는 이를 지원하지 않는다. 대부분의 최신 컴퓨터는 기본적으로 ArmSCII를 지원하지 않기 때문에 일반적으로 웹 브라우저 및 이메일용 아르메니아어 텍스트를 적절하게 교환하려면 유니코드를 사용하는 것이 더 좋다.
다음 세 가지 주요 변형이 정의된다.
- AST 34.005에 정의된 ArmSCII-7은 라틴 문자를 포함하지 않는 7비트 인코딩이다.
- AST 34.002에 정의된 ArmSCII-8은 8비트 인코딩이며 ASCII의 상위 집합이다.
- AST 34.002에 정의된 ArmSCII-8A는 대체 8비트 인코딩이자 ASCII의 상위 집합이다.

## 같이 보기
- 아르메니아 문자
- 아르메니아어